# Saint-M'Hervon
Saint-M'Hervon foi uma comuna francesa na região administrativa da Bretanha, no departamento Ille-et-Vilaine. Estendia-se por uma área de 2,45 km². Em 2010 a comuna tinha 433 habitantes (densidade: 176,7 hab./km²).
Em 1 de janeiro de 2019, passou a formar parte da nova comuna de Montauban-de-Bretagne.